# 崁頂交流道
崁頂交流道為臺灣國道三號的交流道，位於臺灣屏東縣崁頂鄉和潮州鎮交界，指標為421k，僅設南下出口及北上入口。
本交流道可銜接屏70線至崁頂市區。該鄉道亦為國道交流道的橫向聯絡道路中，路寬最窄的例子。
|  | 421 崁頂 |  | 崁頂 |

## 外部連結
- 國道三號崁頂交流道示意圖 （页面存档备份，存于）（交通部高速公路局）